# ميخائيل الثاني (بطريرك الإسكندرية)
ميخائيل الثاني كان بطريركًا للروم في الإسكندرية بين عامي 870 و903 م.